# Honkan, Hangal
Honkan là một làng thuộc tehsil Hangal, huyện Haveri, bang Karnataka, Ấn Độ.